# 적갈색흰죽지
적갈색흰죽지는 기러기목 오리과에 속하는 새이다.

## 생김새
암수 둘 다 몸아랫면과 아랫꼬리덮깃이 흰색이다. 수컷은 머리, 가슴, 배가 적갈색이고 몸윗면은 흑갈색, 홍채가 흰색이다. 암컷은 수컷과 달리 홍채가 검은색이고 머리와 몸아랫면이 갈색이다. 어린새는 아랫꼬리덮깃이 때 묻은 것 같은 흰색이다.

## 생태
동유럽, 중동, 티베트 등에서 번식하고 북아프리카, 이란, 인도 북부 등에서 월동한다. 한국에서는 원래 길잃은새(미조)였으나 팔당댐, 제주도, 한강, 대전 갑천 등에서 관찰되었고 기록이 점점 늘어나고 있다.

하구, 호수, 저수지 등에서 서식하고 수초, 조개류 등을 먹는다.
1. ↑  “국내 희귀조류·국제보호종, 적갈색흰죽지 2년만에 대전에”. 2023년 2월 8일. 2023년 11월 18일에 확인함.